# NASN
NASN (North American Sports Network) is een voormalige Europese televisiezender gevestigd in Londen die begon met uitzenden in december 2002 en aanvankelijk alleen bereikbaar was in Ierland en Groot-Brittannië. Enkele jaren later was de zender ook beschikbaar in andere delen van Europa.

## Geschiedenis
NASN zond een selectie van Noord-Amerikaanse professionele en college-sportcompetities uit. De competities die uitgezonden werden, zijn: MLB, NHL, NCAA en CFL, en in landen als Duitsland, Frankrijk en Nederland werd ook de NFL uitgezonden. NASN zond 24 uur per dag uit via digitale kabeltelevisie en via digitale satelliettelevisie. De zender werd in Vlaanderen verdeeld door Telenet in het pakket dat tegenwoordig Play heet.

### Overname door ESPN
Eind 2006 werden de eigenaren van NASN, Benchmark Capital Europe en Setanta Sports, het eens over de verkoop van NASN aan ESPN voor 70 miljoen euro. In oktober 2008 werd bekendgemaakt dat de naam NASN vanaf 1 februari 2009 wijzigde in ESPN America.
Disney, de Amerikaanse eigenaar van ESPN, besloot in 2013 om vanaf 1 augustus ESPN America (en ESPN Classic) niet langer te verspreiden in Europa, met uitzondering van Ierland en Groot-Brittannië, waar een overnamepartij voor de zenders werd gevonden.